# Jeffrey H. Smith
Jeffrey H. Smith (häufig Jeff Smith zitiert) ist ein US-amerikanischer Mathematiker, der sich mit algebraischer Topologie beschäftigt.
Smith wurde 1981 am Massachusetts Institute of Technology bei  Daniel Marinus Kan promoviert (A Nilpotence Theorem in Stable Homotopy Theory). Er ist Professor an der Purdue University.
Smith ist für seinen Beitrag mit Michael J. Hopkins und Ethan Devinatz zum Beweis eines Teils der Ravenel-Vermutungen bekannt.